# 第216陆军航空队基地部队
第216陆军航空队基地部队（216th Army Air Forces Base Unit）负责为温多弗陆军机场提供基地勤务，该机场在二战期间是第509混合大队的驻地。因此该部队参与了曼哈顿计划下代号为“W-47工程”的炸弹与飞机测试工作。

## 历史
截至1944年初，美国陆军航空兵的职责已从防御和新部队组建转向：约90%的规划部队已完成组建，其中四分之三已部署海外。因此航空队将重心转向补充飞行员的训练及B-29“超级堡垒”轰炸机等特殊项目。
由于既有固定编制体系难以适应航空队新任务需求，1944年2月美国陆军航空队司令部下令将各基地部队整编为陆军航空队基地部队。第216陆军航空队基地部队在犹他州温多弗陆军机场成立，负责为承担P-47“雷电”战斗机飞行员训练任务的第72战斗机联队提供保障。该基地占地1,822,000英畝（737,000公頃），为当时全球最大轰炸与射击训练场。
1944年9月保罗·蒂贝茨中校首次考察温多弗时，该基地仅剩一架飞机且训练项目已近尾声。蒂贝茨刚被选定指挥尚未组建的第509混合大队，温多弗是他可选的三处基地之一。该基地的偏远性令他尤为满意，其跑道长度足以起降B-29，机库与维修设施良好。蒂贝茨认为唯一缺陷是营房不足，未考察另两处地点便选定了温多弗。
蒂贝茨于9月8日在温多弗设立指挥部，第393轰炸中队三日后抵达。第509混合大队直至12月17日才正式组建。此时约800名人员从第216陆军航空队基地部队调至该大队，包括后来担任509混合大队副官的卡恩斯。温多弗基地代号“人王”（Kingman），成为曼哈顿计划的K基地。
1945年1月，新任指挥官克利福德·J·赫夫林（Clifford J. Heflin）上校到任接管第216陆军航空队基地部队，减轻了蒂贝茨的行政负担。与蒂贝茨相同，赫夫林也是资深飞行员，曾指挥第801轰炸大队（临时）和第492轰炸大队。该部队执行投机客行动期间，曾向德军占领区的抵抗组织空投特工、武器和补给。
第216陆军航空队基地部队为支持曼哈顿计划而开展的特别行动代号为“W-47工程”，由该部队内部两个特别小组执行。

### 飞行测试科
1945年2月，赫夫林组建飞行测试科，使用“小男孩”和“胖子”原子弹外形的原型炸弹进行测试。该科最初配备5架“银盘”改装B-29轰炸机、3个飞行机组和5个地勤机组。飞行测试科由克莱德·“斯坦”·希尔兹（Clyde "Stan" Shields）少校指挥，他曾在1944年2月至3月期间于穆罗克陆军机场驾驶“普尔曼”号（Pullman）银盘原型机进行初始投弹测试。1945年4月，飞行测试科接收5架新型“银盘”B-29，退役3架旧机并保留另外3架，最终保有8架测试飞机。
初期测试任务由希尔兹与赫夫林执行。为应对日益繁重的测试计划，第393轰炸中队的四个机组加入协助。飞行测试科6月完成24次投弹测试，7月完成30次。6月测试中约三分之二使用“胖子”模型，其余为“小男孩”模型；7月除四次测试外均使用“胖子”模型（部分为装载炸药的“南瓜炸弹”）。测试地点包括温多弗、因约克恩海军军械试验站及索尔顿湖海军辅助航空站。测试持续至最后阶段：“胖子”引爆装置（X单元）于8月4日才在温多弗通过测试，六天后完成X单元最终测试。
运送“胖子”原子弹组件至天宁岛的三架B-29中，有一架来自第216陆军航空队基地部队飞行测试科。

### 特种军械分队
为给飞行测试科组装炸弹，第1特种军械中队（航空）于1945年3月6日在查尔斯·F·H·贝格（Charles F. H. Begg）上尉指挥下组建。但作为第509混合大队的组成部分，该中队原定随部队前往太平洋战区，为实战任务组装原子弹和南瓜炸弹。第216陆军航空队基地部队于1945年1月开始在亨利·罗尔科尔（Henry Roerkohl）上尉指挥下组建并训练特种军械分队，以接替支持飞行测试科的任务。两支单位共同工作至1945年5月第1军械中队启程前往天宁岛。
特种军械分队在1945年5月至8月间共组装71枚炸弹。9月该分队转移至奥克斯纳德机场，并于12月17日划归曼哈顿工程区的9812技术勤务部队，该基地后更名为桑迪亚基地。分队转移时携带了专用工具设备甚至部分建筑。测试项目于1946年1月在桑迪亚重启。因表现优异，特种军械分队于1945年12月19日获颁功績單位嘉獎。

### 引文
1. 1 2  Craven & Cate (1955)，第75頁.
2. ↑  Wendover (2014).
3. 1 2  Tibbets (1998)，第167–168頁.
4. ↑  Tibbets (1998)，第162–163頁.
5. ↑  Tibbets (1998)，第168–169頁.
6. ↑  History of the 509th Composite Group (1945)，第9頁.
7. ↑  History of the 509th Composite Group (1945)，第4頁.
8. ↑  钟毅 & 何伟 (1991)，第218、385頁.
9. 1 2 3 4 5 6 7 8  Dvorak (2012)，第14–27頁.
10. ↑  Campbell (2005)，第9頁.
11. 1 2  Campbell (2005)，第45頁.
12. ↑  Rowe (1972)，第112頁.
13. ↑  Campbell (2005)，第168–169頁.
14. ↑  Campbell (2005)，第99–100頁.
15. ↑  Rowe (1972)，第152頁.
16. ↑  Rowe (1972)，第175–176頁.
17. ↑  Rowe (1972)，第163頁.
18. ↑  Rowe (1972)，第175頁.
19. ↑  Rowe (1972)，第xx–xxi頁.